# White City (Kansas)
Pour les articles homonymes, voir White City.
White City est une ville américaine située dans le comté de Morris, au Kansas. Selon le recensement de 2020, sa population est de 447 habitants.